# Zabawa (Wappengemeinschaft)

Stammwappen Zabawa

Zabawa ist ein polnisches Wappen einer Wappengemeinschaft, welches von verschiedenen Familien des polnischen Adels (Szlachta) verwendet wurde.

## Geschichte

Siegelabdruck des Krakauer Domherren Stanisław Świradzki ze Świradzie (1465)

Das Wappen Zabawa ist eines der ältesten polnischen Wappen. Wahrscheinlich stammt es aus dem Frühmittelalter. So soll es beispielsweise bereits im 11. Jahrhundert vom Erzbischof Martinus von Gnesen geführt worden sein. Auch der von 1229 bis 1243 amtierende Bischof von Krakau, Wisław von Kościelca (Wisław z Kościelca), bediente sich offenbar schon dieses Wappens. Abbildungen aus dieser Zeit sind allerdings nicht überliefert worden.

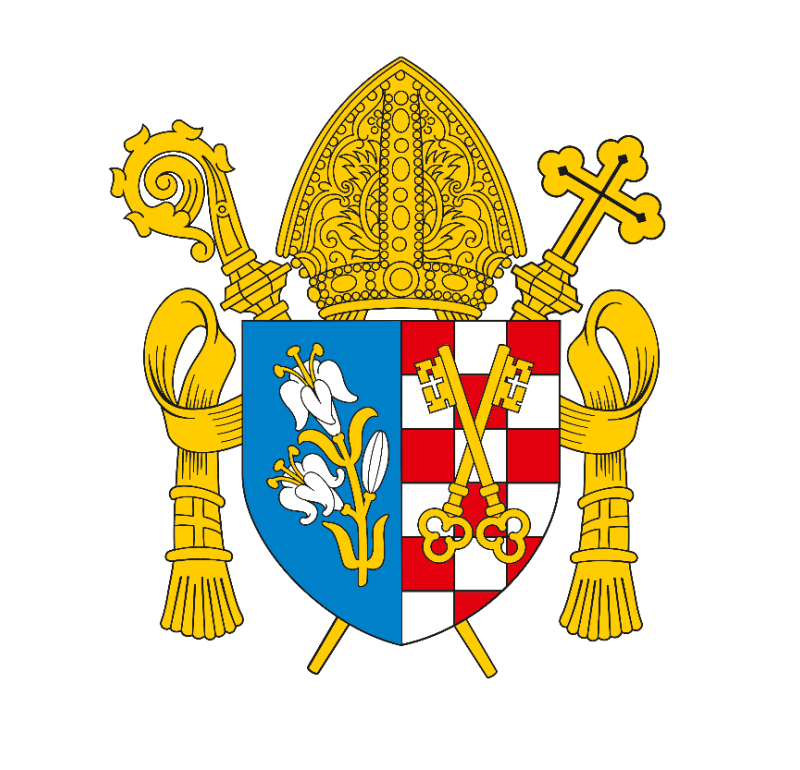
Wappen des Bistums Kalisz

Die früheste heraldische Quelle, in der das Wappen erwähnt wird, ist Insignia seu clenodia Regis et Regni Poloniae des polnischen Historikers Jan Długosz aus den Jahren 1464–1480, der es als ursprünglich polnisch betrachtet. Zwischen 1465 und 1483 fand das Wappen auch im Siegel des Krakauer Domherren Stanisław Świradzki ze Świradzie (Stanislai de Swiradzicze; 1428–1495) Verwendung.
Das Wappen des von Papst Johannes Paul II. am 25. März 1992 gegründeten Bistums Kalisz (Diecezja kaliska) wurde außerdem in Anlehnung an das Stammwappen Zabawa gestaltet. Gleiches gilt für das Wappen der Stadt Golina (Gollin).

## Blasonierung
- Schild: Gespalten, vorn blau, hinten rot-silbern geschacht.
- Helm: Gekrönt; fünf weiße Straußenfedern.
- Decken: rechts blau-silbern gesäumt, links rot-silbern gesäumt.

In der ältesten Heraldik findet sich eine Beschreibung des Wappens mit der umgekehrten Feldeinteilung. In einigen Quellen (z. B. Siebmacher) wird das Wappen auch als rot-weiß statt rot-silbern geschacht beziehungsweise gesäumt beschrieben, was offenkundig nicht richtig ist.

## Zu dem Wappenclan gehörende Familien
Im Gegensatz zu anderen Stammwappen, die teilweise von mehreren Hundert Adelsfamilien geführt wurden (siehe beispielsweise Nałęcz), fällt die Wappengemeinschaft Zabawa deutlich kleiner aus. Geführt wurde es in verschiedenen Variationen von den Bruski, Bubelwic/Bubełwic (Bubelwitz/Bübelwitz), Brzeziński (Spiczak Brzeziński), Drochecki, Dąbrowski, Goliński, Koczeński (Koczyński/Koczywski), Kościelecki, Piasecki, Pierocki (Pirocki/Pirucki), Sokół, Szwyradzki (Świradzki/Świraski), Węchadłowski, Włodek, Wichliński und Zabawski.

v. Bubelwitz (Bubelwic)
v. Goliński
v. Pirutzey (Pirucki)
v. Spiczak Brzeziński
v. Wichliński
v. Zabawski

## Wappensage
„Das Wappen Zabawa stammt aus Böhmen und kam wohl zur Zeit der Vermählung der böhmischen Prinzessin Dabrowka mit dem Polenherzog Mieczyslaw 963 nach Polen. Ein Ritter dieses Wappens, namens Wislimierz, war im Jahre 1000 mit der Vorhut der polnischen Streitkräfte betraut, wohl gegen die Mähren, stieß auf den im Hinterhalt versteckt gewesenen Feind und beschäftigte und verweilte denselben durch verschiedene kleine Scharmützel und Neckereien so lange, bis der Hetmann mit der Hauptmacht herankommen konnte, dessen Reiterei den Feind dann siegreich schlug. Zum Andenken an diese Verweilung (Zabawa) des Feindes wurde dem Wappen des Wislimierz der Name Zabawa gegeben.“